# Alicia Ortiz
Alicia Ortiz o Alicia Ortiz Oderigo (Buenos Aires, 1909 – 1984) fue una ensayista, periodista, escritora y feminista argentina. Provenía de una familia ilustre argentina venida a menos.

## Biografía
Estudió Letras en la Facultad de Filosofía y Letras de la Universidad de Buenos Aires y en el Instituto Libre de Estudios Superiores.
Fue militante del Partido Comunista, pero tomó la decisión de alejarse en 1947.
En 1953 viajó a Bolivia a instancias de su marido para hacer un reportaje sobre la revolución boliviana de 1952, lo que dio lugar a su libro Amanecer en Bolivia. Mientras su marido estaba trabajando en Bolivia como asesor de Hernán Siles Zuazo, dictó una serie de conferencias en la universidad que dieron origen a la serie de manuscritos Dos siglos de literatura europea.
Tuvo seis hermanos, entre ellos el escritor y musicólogo Néstor Ortiz Oderigo. Alicia se casó con Carlos Dujovne, con quien militó en el Partido Comunista. Tuvo dos hijas con Carlos Dujovne, incluyendo a la escritora Alicia Dujovne Ortiz. 

## Obras
- La mujer en la novela rusa.
- Stefan Zweig, un hombre de ayer.
- Sinclair Lewis, un espíritu libre frente a la sociedad norteamericana.
- Una visita a Europa.
- Por las calles de Italia.
- Amanecer en Bolivia (1953).
- Dos siglos de literatura europea (inédito).
- Sobre la literatura y el arte, 1946 (traductora).